# Pachypodium eburneum
Pachypodium eburneum är en oleanderväxtart som beskrevs av J.J. Lavranos och S.H.Y.V. Rapanarivo. Pachypodium eburneum ingår i släktet Pachypodium och familjen oleanderväxter. Inga underarter finns listade i Catalogue of Life.